# Беркинблит, Мендель Бейнусович
Мендель Бейнусович (Михаил Борисович) Беркинблит (род. 13 ноября 1929, Курск) — советский и российский физиолог, специалист в области электрофизиологии и физиологии движений, основатель биологического отделения ВЗМШ, автор учебников и научно-популярных трудов по биологии.

## Биография
Родители М. Б. были плановики-экономисты. В 1931 году семья переехала из Курска в Москву. Там М. Б. и жил в дальнейшем, если не считать два года жизни в эвакуации в Башкирии. Отец М. Б. Беркинблита Бейнус Файвешевич в первые дни войны, несмотря на язву желудка и сильную близорукость записался добровольцем в московское ополчение. В октябре 1941 г. он погиб при обороне Москвы в районе Вязьмы.
В 1943 году М.Б. вернулся из эвакуации и поступил в 7-й класс. В том же году вступил в комсомол.
В 1944 году М.Б. окончил семилетку и сразу же поступил на работу в Лабораторию токов высокой частоты, которая большую часть времени находилась на 44-м заводе Наркомата вооружения. Этой лабораторией руководил Юрий Исакович Китайгородский, который привил М.Б. интерес и любовь к физике. В 8-10 классах М.Б. учился в Школе рабочей молодежи N31.
В 1947 году М.Б. окончил школу с серебряной медалью и поступил в Московский городской педагогический институт им. Потемкина, на физико-математический факультет. Там он познакомился со своей будущей женой, Еленой Георгиевной Глаголевой (08.04.1926 — 20.06.2015 г.)
В летние каникулы во время учёбы в институте М.Б. работал в Доме техники министерства вооружение. После первого курса он работал там лаборантом, а после третьего — инженером.
В 1951 году М. Б. Беркинблит окончил институт и был распределен в 362 школу Сокольнического района, где проработал 8 лет. Он преподавал физику, астрономию, электротехнику, логику и психологию. Он был также секретарем комсомольской организации школы (тогда она включала и учеников и учителей), а также внештатным инструктором райкома комсомола. 
В 1958 году школа была преобразована в семилетку. Тогда М. Б. ушел из неё и год работал на кафедре психологии своего пединститута. Там он по предложению Артура Владимировича Петровского участвовал в написании своей первой научно-популярной книги «Фантазия и реальность».
Там же он познакомился с Ю. И. Аршавским и М. Л. Шиком, которые пригласили его на семинар по физиологии, который вели Израиль Моисеевич Гельфанд и Михаил Львович Цетлин, при участии Виктора Семёновича Гурфинкеля.
М. Б. Беркинблит ещё год работал преподавателем математики в Московском заочном статистическом техникуме, а затем по приглашению Израиля Моисеевича Гельфанда поступил в Теоретический отдел Института биофизики.
М. Б. Беркинблит работает в системе РАН с 1961 г., сначала в Теоретическом отделе Института биофизики, а затем с 1967 г. в лаборатории N 12 Института проблем передачи информации имени А. А. Харкевича РАН (ИППИ РАН).
В 1969 году защитил кандидатскую диссертацию по биофизике на тему «Распространение импульсов в одномерной возбудимой среде»
М. Б. Беркинблит работал на биостанциях. Несколько сезонов он работал на биостанции острова Попова (около Владивостока), на Карадагской биостанции и биостанции «Дальние Зеленцы». 
В 1991—2001 гг. М.Б. по месяцу проводил в командировках в США, где работал в Радгерском университете, в лаборатории Г.Познера (Poizner H).
- Fookson O.I., Smetanin B., Berkinblit М., Adamovich S., Feldman G., Poizner H. Azimuth errors in pointing to remembered targets under extreme head rotations. Neuroreport,5,885-888,1994
- Аdamovich S., Berkinblit М., Smetanin B., Fookson O., Poizner H. Influence of movement speed on accurary of pointing to memorized targets in 3D space. Neuroscience Letters,172,171-174,1994
- Smetanin B.N., Adamovich S.V., Berkinblit M.B., Fookson O.I., Poizner H. Effects of Head position on errors in 3-D pointing to remembered locations. Neurophysiology, 1994,26, N 2, 98-105

Во время этих поездок он сделал доклад о работах своей группы по изучению потирательного рефлекса в Массачусетском технологическом институте. После этого доклада в MIT была организована группа по изучению этого рефлекса.
В 1993, 1995 и 1997 гг. М. Б. Беркинблит участвовал в ряде международных конференций, в частности, в конференциях Society for Neuroscience в США, а также на конференциях, посвященных 100-летию со дня рождения Николая Александровича Бернштейна в США в 1996 и в Москве в 1997 г.
М. Б. Беркинблит был представителем И. М. Гельфанда в редколлегии журнала «Биофизика». Он регулярно посещал заседания редколлегии и написал для журнала свыше 1000 рецензий. Он был некоторое время членом Научного совета РАН по проблемам биофизики.
М. Б. Беркинблит почетный член Московского общества испытателей природы (МОИП).

## Научная деятельность

### Работы, посвященные разработке нового научного направления: так называемого «геометрического подхода» к возбудимым тканям
1. Работая в Институте биофизики, М. Б. Беркинблит участвовал в разработке нового научного направления: так называемого «геометрического подхода» к возбудимым тканям. Фактически, это было обобщение кабельной теории, развитой Ходжкиным и Хаксли для цилиндрических волокон (Модель Ходжкина — Хаксли), на элементы с другой геометрической структурой. Ведущими сотрудниками по этой тематике были Сергей Адамович Ковалёв, и Левон Михайлович Чайлахян.
Наиболее интересные результаты, полученные в этом цикле таковы.
а) Было известно, что восходящий фронт потенциала действия клеток миокарда обусловлен ионами натрия. В то же время входное сопротивление миокарда в эту фазу практически не менялось, хотя, казалось бы, оно должно падать при росте натриевой проводимости. Для объяснения этого противоречия в ряде зарубежных работ предлагались различные искусственные гипотезы. В работах М. Беркинблита и его коллег это противоречие получило объяснение. Оказалось, что сопротивление синцития, которым является сердечная мышца (Миокард), просто вследствие своей геометрической структуры практически не должно зависеть от сопротивления мембраны образующих его волокон.

(Беркинблит М. Б.,Ковалёв С. А., Смолянинов В. В., Чайлахян Л. М. Электрическая структура миокардиальной ткани. Доклады АН СССР,1965,163,N.3,741-744.;

Беркинблит М. Б.,Ковалёв С. А., Смолянинов В. В., Чайлахян Л. М. Входное сопротивление синцитиальных структур. Биофизика,1965,10,N.2,309-316.)
б) Было изучено распространения нервного импульса через участки разветвления нервных волокон и показано, что такая область аксона может работать как логический элемент. Эти теоретические работы в дальнейшем получили подтверждение в зарубежных работах на нейронах беспозвоночных.

(Беркинблит М. Б.,Введенская Н. Д.,Гнеденко Л. С., Ковалёв С. А., Фомин С. В., Холопов А. В., Чайлахян Л. М. Взаимодействие нервных импульсов в узле ветвления (исследование на модели Ходжкина-Хаксли). Биофизика,1971,16,N.1,103-110.)
в) Были выяснены закономерности суммации постсинаптических потенциалов (Постсинаптический потенциал), возникающих в разных участках разветвленного дендритного дерева.

(Аршавский Ю. И., Беркинблит М. Б., Ковалёв С. А., Смолянинов В. В., Чайлахян. Анализ функциональных свойств дендритов в связи с их структурой, стр.28-70. В книге: Модели структурно-функциональной организации некоторых биологических систем. М.: Наука,1966.)
г) К этому же циклу работ примыкает изучение свойств электрических синапсов. В частности было предсказано, что при определённых параметрах таких синапсов их эффективность должна возрастать, когда синаптическая щель заполняется материалом с высоким сопротивлением. В дальнейшем в цилиарном ганглии птиц (Ресничный узел) (не нами) были открыты электрические синапсы Электрический синапс, щель которых оказалась заполненной миелином.

(Беркинблит М. Б., Ковалёв С. А., Смолянинов В. В., Чайлахян Л. М. Модель клеточных контактов (электрические свойства). Биофизика,1971,16,N.3,504-511.)
Работы этого цикла в основном посвящены разработке математических моделей, хотя среди них были и экспериментальные исследования (измерение входного сопротивления миокарда, анализ распространения импульсов в неоднородных волокнах).
д) В дальнейшем этот геометрический подход удалось применить к изучению межклеточного взаимодействия в невозбудимых тканях. Результаты работы в этом направлении обобщены в монографии «Высокопроницаемые контактные мембраны и их роль в межклеточных взаимодействиях».

(Беркинблит М. Б.,Божкова В. П.,Бойцова Л. Ю., Миттельман Л. А., Потапова Т. В., Чайлахян Л. М., Шаровская Ю. Ю. «Высокопроницаемые контактные мембраны и их роль в межклеточных взаимодействиях». М.:Наука, 1981, стр.1-466.) https://istina.msu.ru/publications/book/4470213/ 

### Работы, посвященные физиологии движений
Второй цикл работ М. Б. Беркинблита посвящен физиологии движений.
Им получены существенные результаты по физиологии мозжечка и спинного мозга, а также по изучению алгоритмов управления многозвенными системами ((Экстрапирамидная систем)). Ведущим сотрудником по этой тематике (локомоция и чесательный рефлекс) был Григорий Николаевич Орловский.
Наиболее интересные результаты, полученные в этом цикле таковы.
а) Из спинного мозга в мозжечок идут два тракта дорсальный и вентральный. Их функции были неизвестны; часто предполагалось, что их два для надежности, и они дублируют друг друга. В работах М. Б. Беркинблита и его коллег было показано, что по дорсальному тракту в мозжечок поступают сигналы от исполнительного аппарата (от мышц, суставов), а по вентральному тракту — от нейронных генераторов спинного мозга. В частности, при фиктивной локомоции (под кураре) дорсальный тракт молчит, а вентральный работает почти так же, как и при реальной локомоции. Этот результат вошел в американские учебники физиологии для вузов.

(Arshavsky YU.I.,Berkinblit M.B.,Fookson O.I., Gelfand I.M.,Orlovsky G.n.Recordings of neurones of the dorsal spinocerebellar tract during evoked locomotion. Brain Research,1972,43,272-275.

Аrshavsky Yu.I.,Berkinblit M.B.,Fookson O.I., Gelfand I.M.,Orlovsky G.N. Origin of modulation in neurones of the ventral spinocerebellar tract during licomotion. Brain Research,1972,43,276-279.)
б) М. Б. Беркинблиту и его коллегам удалось выяснить нейронное строение генератора чесания (на кошках). Оказалось, что эта нейронная машина представляет собой релаксационный генератор со стабилизированной частотой. Этот результат является редким примером, когда удалось понять устройство нейронного генератора движений у позвоночного животного.

(Berkinblit M.B.,Delagina T.G.,Feldman A.G., Gelfand I.M. Orlovskiy G.N. Generation of scratching. J.Neuruphysiology,1978,vol.41,N.1, 1040—1057

Berkinblit M.B.,Delagina T.G.,Feldman A.G., Gelfand I.M. Orlovskiy G.N. Generation of scratching. J.Neuruphysiology,1978,vol.41,N.1, 1058—1069.)
В двух следующих темах ведущим сотрудником был М. Б. Беркинблит.
в) Было показано, что спинной мозг амфибий при чесательный рефлексе учитывает схему тела. Этот результат был получен в очень простых опытах (бумага, смоченная слабым раствором кислоты, помещалась на переднюю лапу спинальной лягушки; эта лапа помещалась в разные положения относительно тела — поднималась вверх, опускалась вниз, располагалась перпендикулярно телу; движения задней лапы, удаляющей раздражитель с передней, снимались киноаппаратом и анализировались; движения оказались эффективными при разных положениях передней лапы и, естественно, разными). Эта работа была опубликована в журнале Science и тоже вошла в американские учебники физиологии для вузов.

(Fookson O.I.,Berkinblit M.B.,Feldman A.G. The spinal frog takes into accound the schema of its body during the wiping reflex. Science,1980,209,1262-1263.)
г) М. Б. Беркинблитом была предложена математическая модель, дающая оригинальное решение проблемы управления многозвенными системами с избыточным числом степеней свободы.

(Беркинблит М. Б.,Гельфанд И. М.,Фельдман А. Г. Модель управления движениями многосуставной конечности. Биофизика,1986,31,N.1,128-138.)

## Научно-просветительская деятельность
C 1975-го до 1992 года М.Б. был членом Жюри Школьной биологической олимпиады МГУ.
М. Б. Беркинблит, А. Б. Шипунов, Л. Ю. Ямпольский, 1987 г. Опыт Школьной Биологической Олимпиады МГУ в формировании биологического мышления у школьников
- Беркинблит М. Б., Лапин В. И. и Заикин Е. В. Анализ ответов школьников на вопросы биологической олимпиады МГУ. Биология в школе,1981, 3,48-52.
- Беркинблит М. Б. и Лапин В. И. Анализ ответов школьников на вопросы биологической олимпиады МГУ. Биология в школе,1981,4,70-75.
- Беркинблит М. Б. и Лапин В. И. Анализ ответов школьников на вопросы биологической олимпиады МГУ. Биология в школе,1981,6,67-74.
- Беркинблит М. Б., Длусский Г. М., Лапин В. И., Онипченко В. Г. Вопросы письменного тура биологической олимпиады школьников МГУ. М.:изд. МГУ,1983,стр.1-28.

В 1975 году по его инициативе было образовано Биологическое отделение при Всесоюзной заочной математической школе при МГУ
и он много лет был председателем Биологической комиссии этой школы.
Заочная математическая школа
Беркинблит М. Б. Заочная биологическая школа. Химия и жизнь,1981,3,74-75.
В 1982—1989 гг. М.Б. читал курс лекций «Физиология движений» на кафедре физиологии МГУ им. М. В. Ломоносова
В 1992—2002 гг. по совместительству М.Б. руководил Лабораторией биологического образования в МИРОС (Московский институт развития образовательных систем)
М. Б. Беркинблит был членом правления фонда Сороса по поддержке образования в области точных наук и членом редколлегии журнала, выпускаемого этим фондом в 1994—2001. Он также участвовал в подготовке V Соросовской олимпиады для школьников по биологии. М. Б. Беркинблит — Почётный Соросовский профессор.

## Труды

#### Книги и главы в книгах по физиологии
- Фомин С. В., Беркинблит М. Б. «Математические проблемы в биологии». М.: Наука, главная редакция физ.-мат.литературы, 1973, стр. 1-200.Мат. проблемы в биологии
- В 1975 году переведена на французский язык издательством «Мир»: «Problemes mathematiques en biologie»
- Беркинблит М. Б., Божкова В. П., Бойцова Л. Ю., Миттельман Л. А., Потапова Т. В., Чайлахян Л. М., Шаровская Ю. Ю. Высокопроницаемые контактные мембраны. М.: Наука, 1981, стр. 1-466.
- Беркинблит М. Б., Глаголева Е. Г. Электричество в живых организмах. М.: Наука, 1988. Библиотечка «Квант», выпуск 69, стр. 1-288. Библиотека Math.Ru

В книге: Моделирование функций нервной системы. Ростов: изд-во РУ,1965
- Аршавский Ю. И., Беркинблит М. Б., Ковалёв С. А., Смолянинов В. В., Чайлахян Л. М. Некоторые свойства непрерывных возбудимых сред., 99-114.

В книге: Модели структурно-функциональной организации некоторых биологических систем. М.: Наука, 1966.
- Аршавский Ю. И., Беркинблит М. Б., Ковалёв С. А., Смолянинов В. В., Чайлахян Л. М. Анализ функциональных свойств дендритов в связи с их структурой, стр.28-70.
- Беркинблит М. Б., Ковалёв С. А., Смолянинов В. В., Чайлахян Л. М. Электрическое поведение миокарда как системы и характеристики мембран клеток сердца, стр.71-111.
- Беркинблит М. Б. Периодическое блокирование импульсов в возбудимых тканях, стр.131-158.
- В 1971 году этот сборник был переведен на английский: Models of the structural-functional organization of certain biological systems. ed. I.M.Gelfand, V.S.Gurfinkel, S.V.Fomin, M.L.Tsetlin The MIT Press. Cambridge, Massachusetts and London,England. 1971. Izrailʹ Moiseevich Gelʹfand (1971), Models of the structural-functional organization of certain biological systems, Cambridge, Massachusetts: MIT Press, LCCN 68020046, OL 5612153M

В книге: Электрофизиология центральной нервной системы. Материалы 5 всесоюзной конференции. Тбилиси: изд-во Мецниереба,1966
- Аршавский Ю. И., Беркинблит М. Б., Гельфанд И. М., Смелянская Э. М., Холопов А. В., Якобсон В. С. Анализ импульсной активности нейронов коры мозжечка. стр.18.

В книге: Проблемы нейрокибернетики. Ростов: изд-во РУ,1967
- Аршавский Ю. И., Беркинблит М. Б., Гельфанд И. М., Кедер-Степанова И. А., Смелянская Э. М., Холопов А. В., Якобсон В. С. Фоновая активность клеток Пуркинье мозжечка. стр.8.

В книге:Руководство по физиологии, том 1; Общая и частная физиология нервной системы. Наука,Л., 1969
- Аршавский Ю. И., Беркинблит М. Б., Ходоров Б. И. Свойства нервной клетки и её частей. стр.37-73.

В книге Михаила Львовича Цетлина «Исследования по теории автоматов и моделированию биологических систем». М.:Наука,1969,
- Беркинблит М. Б. Работы по непрерывным возбудимым средам. стр.300-304.

В книге: История биологии с начала XX века до наших дней. М.: Наука,1975,
- Беркинблит М. Б., Гаазе-Раппопорт М. Г. Применение математики и кибернетики в биологии. стр.579-599.

В книге: Нейронные механизмы интегративной деятельности мозжечка. Ереван: изд-во АН АрмССР,1979
- Аршавский Ю. И., Беркинблит М. Б., Гельфанд И. М., Орловский Г. Н. Значение сигналов, приходящих по различным спинно-мозжечковым путям, для работы двигательных центров ствола мозга при чесании, стр.88-91.
- Аршавский Ю. И., Беркинблит М. Б., Гельфанд И. М., Орловский Г. Н. Спинальные механизмы чесательного рефлекса и их взаимодействие с мозжечком., стр.92-96.

В книге: Руководство по физиологии. Общая физиология нервной системы. Л.: Наука, 1979
- Беркинблит М. Б., Чайлахян Л. М. Электрические синапсы, стр.398-448

#### Книги, вышедшие под редакцией М. Б. Беркинблита в издательстве «Наука»
1. «Работы по теории автоматов и моделированию биологических систем». М. Л. Цетлин. М.: Наука, 1969
2. «Моделирование нейронных структур». Н. В. Позин М.:Наука, 1970.
3. «Элементы теории биологических анализаторов». Позин Н. В., Любинский И. А., Левашов О. В., Шараев Г. А., Шмелев Л. А., Яхно В. П. М.: Наука, 1978
4. «Модели зрительного восприятия и алгоритмы анализа изображений». Н. В. Завалишин и И. Б. Мучник М.:Наука,1974
5. «Графы и гены». Миркин Б. Г., Родин С. Н. М.: Наука, 1977.

#### Книги и статьи по психологии
- Беркинблит М. Б., Петровский А. В. Память, воображение и мышление как динамические модели действительности. Приложение к журналу «Народное образование»,1967,10,1-12.
- Беркинблит М. Б., Петровский А. В. Фантазия и реальность. М.,Политиздат,1968,стр.1-128.
- В 1969 вышла в Таллине на эстонском языке: «Fantaasia ja reaalsus», «Eesti Raamat», Tallinn.
- В 1981 издана в Болгарии.
- Петровский А. В., Беркинблит М. Б. К вопросу о соотношении воображения и мышления в структуре интеллектуальной деятельности. В материалах III Всесоюзного съезда Общества психологов СССР,том 1,М., 1968.

#### Учебники и пособия

##### Учебники
1. Беркинблит М. Б., Чуб В. В. «Биология — 6». М.: МИРОС,1993. С. 232. Экспериментальный учебник для учащихся 6-го класса.
2. Глаголев С. М., Беркинблит М. Б. «Биология −7. Протисты и животные» в двух томах, М.:МИРОС,1997. том 1, стр.432, том 2, 304 стр.
3. Беркинблит М. Б. Глаголев С. М., Фуралев В. Общая биология. Учебник для 10-го класса средней школы. Часть I. МИРОС: М.,1999, 224 стр. и Часть II. МИРОС: М.,1999, 334 стр.
4. Беркинблит М. Б., Глаголев С. М., Малеева Ю. В., Чуб В. В. Биология. Учебник для 6-го класса. Второе издание, переработанное и дополненное. М.: БИНОМ. Лаборатория знаний, 2010, 151 стр.
5. Беркинблит М. Б., Глаголев С. М., Чуб В. В. Биология. Учебник для 7-го класса. Часть первая. М.: БИНОМ. Лаборатория знаний, 2010, 119 стр.
6. Беркинблит М. Б., Глаголев С. М., Чуб В. В. Биология. Учебник для 7-го класса. Часть вторая. М.: БИНОМ. Лаборатория знаний, 2010, 199 стр.
7. Беркинблит М. Б., Мартьянов А. А., Парнес Е. Я., Тарасова О. С., Чуб В. В. Биология. Учебник для 8-го класса. Часть первая. М.: БИНОМ. Лаборатория знаний, 2011, 159 стр.
8. Беркинблит М. Б., Мартьянов А. А., Парнес Е. Я., Тарасова О. С., Чуб В. В. Биология. Учебник для 8-го класса. Часть вторая. М.: БИНОМ. Лаборатория знаний, 2011, 136 стр. Второе издание в 2013 г.
9. Беркинблит М. Б., Глаголев С. М., Волкова П. А. Биология. Учебник для 9-го класса. М.: БИНОМ. Лаборатория знаний, 2012, 196 стр. Второе издание в 2014 г.

##### Задачники для школ и классов с углубленным изучением биологии
1. Беркинблит М. Б., Жердев А. В., Ларина С. Н., Мушегян А. Р., Чуб В. В. «Почти 200 задач по генетике». М.: МИРОС, 1992 118 стр.
2. Беркинблит М. Б., Глаголев С. М., Голубева М. В. и др. «Биология в вопросах и ответах». М.:МИРОС — «Международные отношения», 1993,214 стр.
3. Беркинблит М. Б. «Нейронные сети». М.: МИРОС и ВЗМШ РАО, 1993,стр.1-96
4. Беркинблит М. Б., Жердев А. В., Тарасова О. С. «Задачник по физиологии человека и животных». М.: МИРОС, 1995, стр.1-176.

##### Пособия для заочного обучения школьников биологии (для ВЗМШ)[1]
1. Багоцкий С. В., Беркинблит М. Б., Захваткин Ю. А., Каменский Ю. А., Кондорская В. Р., Коротков К. О., Медников Б. М. Задание по книге А. С. Серебровского «Биологические прогулки» для учащихся Заочной биологической школы. 1975, ротапринт МГУ.
2. Беркинблит М. Б., Кондорская В. Р. Ответы на задание по книге Серебровского для 8-го класса. 1975, ротапринт МГУ, стр. 1-10.
3. Багоцкий С. В., Беркинблит М. Б., Захваткин Ю. А., Кондорская В. Р., Коротков К. О. Ответы на задание по книге Серебровского для 9-го класса. 1975,ротапринт МГУ, стр. 1-8.
4. Асеев В., Беркинблит М., Каменский Ю., Коротков К., Медников Б., Троицкий А. Ответы на задание по книге Серебровского для 10-го класса. 1975, ротапринт МГУ, стр. 1-9.
5. Беркинблит М. Б., Каменский Ю. А. Первые задания заочной биологической школы. В сб.: Заочное обучение математике школьников 8-10 классов. М.: изд. НИИСИМО, 1976, стр.33-39.
6. Багоцкий С. В., Беркинблит М. Б., Дгебуадзе Ю. Ю., Коротков К. О., Мина М. В., Попов Д. В., Шноль С. Э. Вопросы первого (письменного) тура биологической олимпиады МГУ. Биология в школе, 1977, 1, 80-86.
7. Беркинблит М. Б. Пособие по генетике.1.Законы Менделя. М.: Московский печатник, 1977, стр.1-27. (Второе пополненное издание в 1987)
8. Беркинблит М. Б. Переработка информации и организация управления в сложных биологических системах. В сб.: Материалы к учебному пособию по биологической физике. Ред. Г. Р. Иваницкий и В. И. Кринский. Пущино, 1977, стр. 1-23.
9. Беркинблит М. Б. Эволюция кровеносной системы. В сб.:Эволюционные аспекты ботаники и зоологии. М.:НИИСИМО АПН СССР, 1978, стр. 2-33.
10. Беркинблит М. Б. Первые четыре задания для первого курса БО ВЗМШ. М.: Московский печатник, 1979, стр.1-15.
11. Беркинблит М. Б. Задание по биофизике для учащихся второго курса БО ВЗМШ. М.: НИИОП АПН СССР, 1982, стр. 1-4.
12. Беркинблит М. Б. Указания по теме «Зоология беспозвоночных». М.:НИИОП АПН СССР,1982,1-9.
13. Беркинблит М. Б., Рудаковский М. Л. Указания по теме «Адаптация» для учащихся БО ВЗМШ. М.: НИИОП АПН СССР,1982,1-6.
14. Беркинблит М. Б. Пособие по генетике для ВЗМШ. 2.Генетические основы эволюции. М.:1 987, стр.1-44.
15. Беркинблит М. Б. Указания по теме «Эволюционная теория» для учащихся БО ВЗМШ. М.:НИИОП АПН СССР,1982,1-3.
16. Беркинблит М. Б. Вопросы к заданиям 5-7 по темам «Эволюция кровеносной системы» и « Развитие органического мира» для учащихся БО ВЗМШ. М.:НИИОП АПН СССР,1982,1-2.

##### Разное
- Беркинблит М. Б. Некоторые особенности подбора и проверки качественных задач при заочном обучении школьников биологии. В сб.:Заочное обучение математике школьников 8-10 классов. М.: НИИСИМО АПН СССР,1982,стр.26-34.
- Беркинблит М. Б. Задачи по биологии, часть 4. «Знание-сила», 1,1994,102.
- Беркинблит М. Б. Задачи по биологии, часть 5. «Знание-сила», N 4, 1994, 106—107.
- Беркинблит М. Б. Ответы на задачи по биологии (на часть 4). «Знание-сила», N 4, 1994, 107—109.
- Беркинблит М. Б. Ответы на задачи по биологии (на часть 5). «Знание-сила», N 6, 1994, 115—120.
- Беркинблит М. Б. «Осы жалят по-разному» (отрывок из учебника 7-го класса). «Учительская газета», N 30, август 1994.
- Беркинблит М. Б. Заочная форма дополнительного обучения школьников биологии (из опыта ВЗМШ). Российский химический журнал Журнал Российского химического общества им. Д. И. Менделеева 1994,том XXXVIII, N 4, 46-50. Учителям химии и биологии
- Беркинблит М. Б., Жердев А. В., Тарасова О. С. Как работает нейрон. «Биология в школе», 1995, N 2, 47-56
- Беркинблит М. Б. Нейронные сети. «Биология» (приложение к газете «1 сентября»), 1995, NN 10, 11, 13, 14, 15.

#### Статьи в научных журналах и в сборниках конференций по физиологии
М. Б. Беркинблит имеет более 150 публикаций.